# Safi Mushengezi Alliance
 (mars 2023).
 (février 2023).
Safi Mushengezi Alliance, née le 2 février 1980, à Kaziba dans le territoire de Walungu au Sud-Kivu, est une militante associative congolaise. Elle est responsable de l’association sans but lucratif appelée Femme et Développement Sain pour un Développement Durable (FESDD).

## Engagement
Créé en mai 2017, cette organisation œuvre principalement dans l’évacuation des déchets ménagers, leur valorisation ainsi que le reboisement.
Tout part de son expérience d’une dizaine d’années acquise dans une structure dénommée programme de gestion des déchets ménagers dans la ville de Bukavu toujours au Sud-Kivu. Safi Mushengezi Alliance décide ainsi avec deux autres personnes de mettre sur pied la FESDD.
Cette mère de 7 enfants se fixe ainsi l’objectif de servir fidèlement ses clients qu’elle sensibilise pour l’adhésion porte à porte, un service qui lui rapporte 5 dollars le mois par abonné après les évacuations hebdomadaires. Elle se charge de ce fait à évacuer près de 4 camions de déchets par semaine dans les entités dans lesquelles elle est basée.
Dans sa procédure, les jeunes collecteurs des déchets de son organisation foulent les ménages des clients pour y prendre les immondices. Ces derniers les embarquent dans des camions pour les déverser à Mudaka à près de 14 km de la ville de Bukavu pour la valorisation en engrais organiques et cela grâce à l’appui de son partenaire International Institute of Tropical Agriculture (IITA). Safi Alliance dit avoir choisi ce secteur pour contribuer tant soit peu à l’assainissement ainsi qu’à la conservation de la nature, des facteurs clés du développement.

## Épouse, mère et responsable d’entreprise
Ce métier lui permet ainsi d’être indépendante, diminuer le taux de chômage et d’apporter un plus pour ce développement. Cette habitante de l’avenue Kibombo au quartier Ndendere à Bukavu, avoue cependant que tout n’est pas rose dans ces attributions.
En termes de défis, Madame Safi cite par exemple l’inconscience des certains clients qui n’honorent pas leurs dus après avoir bénéficié du service, le manque d'outils et engins de travail souhaités. À cela s’ajoute le manque du dépotoir en ville. Elle est ainsi, affirme-t-elle, obligée de supporter des coûts supplémentaires de location des camions pour atteindre Mudaka. Cette femme la quarantaine révolue affirme que tout tourne autour d’une gestion rationnelle de temps.
Planifier sa journée en fonction des responsabilités familiales et professionnelles est la meilleure façon de s’en sortir et surtout de rester équilibrée.
Safi Mushengezi Alliance décrite en une femme déterminée à atteindre ses objectifs avoue que les seules valeurs fortes à ses yeux demeurent l’honnêteté, le travail et le respect de temps.
Enfin, le bien-être familial étant fait des contributions des hommes et femmes, cette dernière souhaite voir toutes les autres femmes en activité pour se rendre utiles d’abord à elles-mêmes mais aussi et surtout à toute la communauté.

## Vie privée
Mariée et mère de 7 enfants. Fille de Issue de Mushengezi Jonas et Munyerenkana Justine.